# Poronajsk
Poronajsk – miasto w Rosji, w obwodzie sachalińskim. W 2010 roku liczyło 16 120 mieszkańców.
W mieście rozwinął się przemysł celulozowo-papierniczy, cementowy oraz rybny.
Znajduje się tu dyrekcja Rezerwatu przyrody „Poronajskij”.